# Старозубаревское сельское поселение
Старозубаревское се́льское поселе́ние — муниципальное образование в Краснослободском районе Мордовии Российской Федерации.
Административный центр — деревня Старое Зубарево.

## История
Статус и границы сельского поселения установлены Законом Республики Мордовия от 28 декабря 2004 года № 125-З «Об установлении границ муниципальных образований Краснослободского муниципального района, Краснослободского муниципального района и наделении их статусом сельского поселения, городского поселения и муниципального района».

## Население
| 2002  | 2010  | 2012  | 2013  | 2014  | 2015  | 2016  |
| ----- | ----- | ----- | ----- | ----- | ----- | ----- |
| 3339  | ↘3147 | ↗3184 | ↘3122 | ↘3077 | ↗3078 | ↘3010 |
| 2017  | 2018  | 2019  | 2020  | 2021  |       |       |
| ↘3000 | ↘2966 | ↗2967 | ↗2969 | ↘2773 |       |       |

## Состав сельского поселения
| № | Населённый пункт | Тип населённого пункта          | Население |
| - | ---------------- | ------------------------------- | --------- |
| 1 | Заречное         | село                            | ↘654      |
| 2 | Литва            | деревня                         | ↗257      |
| 3 | Пеньково         | посёлок                         | ↘183      |
| 4 | Преображенский   | посёлок                         | ↘836      |
| 5 | Пригородное      | село                            | ↗486      |
| 6 | Русские Полянки  | деревня                         | ↗220      |
| 7 | Старое Зубарево  | деревня, административный центр | ↘511      |